# 森環
森 環（もり たまき、1876年（明治9年）6月1日 - 1950年（昭和25年）12月21日）は、明治から昭和期の農業指導者、実業家、政治家。衆議院議員、大分県大野郡上井田村長。

## 経歴
大分県大野郡下野村（上井田村大字下野、朝地村、朝地町を経て現豊後大野市朝地町下野）で、大地主、酒造業・森鵜吉の長男として生まれた。1898年（明治31年）大分県立大分中学校（現大分県立大分上野丘高等学校）を卒業。1905年（明治38年）3月、家督を相続し、農業、酒造業を営む。
有限責任信用販売購買組合を設立し組合長に就任し、上井田村農会長も務めて18年間在任。1914年（大正3年）大野郡畜産組合長となり30年間在任し、豊後牛の改良などに尽力した。また大野郡内の各地に耕地整理組合を設立して組合長を務め、農業生産の向上に尽力した。1922年（大正11年）上井田村水力電気を設立して取締役社長に就任。その他、大分県農工銀行監査役、大分県耕地協会副会長、同畜産組合連合会副会長なども務めた。
政界では、上井田村収入役、同助役、同村長を務めた。1890年（明治40年）9月、大分県会議員に選出され2期在任し、同参事会員も務めた。1915年（大正4年）3月、第12回衆議院議員総選挙で大分県郡部から立憲同志会所属で当選し、その後、憲政会に所属して衆議院議員に1期在任した。その他、地方森林会議員、大分県山林会評議員にも在任した。